# Petingen
Petingen (luxemburgisch Péitengⓘ, französisch Pétange) ist eine Gemeinde im Großherzogtum Luxemburg und gehört zum Kanton Esch an der Alzette. Sie ist der Fläche nach mit knapp zwölf Quadratkilometern eine der kleinsten Gemeinden Luxemburgs, der Einwohnerzahl nach jedoch die fünftgrößte. Der Ausländeranteil lag im Jahr 2010 bei 44,7 Prozent.
Das Stadtrecht wurde dem Hauptort (chef-lieu d’une commune) bislang nicht zuerkannt.
Petingen ist durch die Stahlindustrie geprägt. Als neues wirtschaftliches Standbein hinzugekommen sind im Rahmen des Europäischen Entwicklungspols PED (seit 1985) Unternehmen der Fertigungsindustrie. Neben den Spuren der industriellen Vergangenheit haben sich jedoch viele Teile der Gemeinde ihren ländlichen Charakter bewahrt.

## Geographie

### Lage
Petingen liegt an der Chiers im Südwesten von Luxemburg und grenzt im Westen an Belgien.

### Zusammensetzung der Gemeinde
Die Gemeinde Petingen besteht aus den Ortschaften:
- Petingen
- Rodingen
- Rollingen (Lamadelaine)[3]

## Geschichte
Petingen wird erstmals in einer Charta aus dem Jahre 938 unter dem Namen Perdgitten erwähnt. Professor Jos. Meyers zufolge stammt der Name Petingen vom Namen der fränkischen Sippe Petto ab.
1601 wurde die Grenze zwischen Lothringen und Luxemburg festgelegt. Petingen ging an Luxemburg und Rodingen an Lothringen. Seit 1795 besteht die Gemeinde aber in ihrer heutigen Form und aus den Ortschaften Lamadelaine, Petingen und Rodingen.
Den größten Bevölkerungszuwachs erlebte Petingen, als Ende des 19. Jahrhunderts auf den Anhöhen um Petingen die Minette gefördert wurde, die Eisenhütte in Rodingen entstand und die Ortschaft an die Eisenbahn angebunden wurde.
Am 9. September 1944 wurde Petingen als erste Gemeinde Luxemburgs durch die US-Armee befreit. Zu Ehren des Hyman S. Josefson, des ersten amerikanischen Soldaten, der auf luxemburgischem Boden fiel, wurde ein Denkmal errichtet.
Am 9. August 2019 deckte ein Tornado zahlreiche Dächer in der Ortschaft sowie im benachbarten Niederkerschen ab. Es gab Verletzte.

### Einwohnerentwicklung
| Petingen: Einwohnerzahlen von 1821 bis 2024                                       | Petingen: Einwohnerzahlen von 1821 bis 2024 | Petingen: Einwohnerzahlen von 1821 bis 2024 | Petingen: Einwohnerzahlen von 1821 bis 2024 | Petingen: Einwohnerzahlen von 1821 bis 2024 |
| --------------------------------------------------------------------------------- | ------------------------------------------- | ------------------------------------------- | ------------------------------------------- | ------------------------------------------- |
| Jahr                                                                              |                                             |                                             |                                             | Einwohner                                   |
| 1821                                                                              | 1821                                        |                                             | 777                                         | 777                                         |
| 1871                                                                              | 1871                                        |                                             | 1.290                                       | 1.290                                       |
| 1910                                                                              | 1910                                        |                                             | 5.964                                       | 5.964                                       |
| 1922                                                                              | 1922                                        |                                             | 7.016                                       | 7.016                                       |
| 1935                                                                              | 1935                                        |                                             | 10.525                                      | 10.525                                      |
| 1947                                                                              | 1947                                        |                                             | 10.456                                      | 10.456                                      |
| 1960                                                                              | 1960                                        |                                             | 11.623                                      | 11.623                                      |
| 1970                                                                              | 1970                                        |                                             | 11.844                                      | 11.844                                      |
| 1981                                                                              | 1981                                        |                                             | 12.127                                      | 12.127                                      |
| 1991                                                                              | 1991                                        |                                             | 12.352                                      | 12.352                                      |
| 2001                                                                              | 2001                                        |                                             | 13.749                                      | 13.749                                      |
| 2011                                                                              | 2011                                        |                                             | 15.971                                      | 15.971                                      |
| 2021                                                                              | 2021                                        |                                             | 20.084                                      | 20.084                                      |
| 2024                                                                              | 2024                                        |                                             | 20.903                                      | 20.903                                      |
| Quelle(n): Institut national de la statistique et des études économiques (STATEC) |                                             |                                             |                                             |                                             |

## Politik
| Gemeinderatswahl Petingen 2023 %3020100 29,3 %23,9 %18,7 %9,3 %9,1 %4,0 %3,9 %1,8 % CSVLSAPPirateGréngDPADRLénkDKGewinne und Verlusteim Vergleich zu 2017 %p 10 8 6 4 2 0 −2 −4 −6 −8−10−12−12,0 %p+1,8 %p+9,5 %p−4,1 %p+4,3 %p+1,1 %p−0,1 %p−0,6 %pCSVLSAPPirateGréngDPADRLénkDK |

| Partei                  | Resultat 2023 | Resultat 2017 | +/-      | Sitze |
| ----------------------- | ------------- | ------------- | -------- | ----- |
| CSV                     | 29,3 %        | 41,26 %       | - 12,0 % | 6     |
| LSAP                    | 23,9 %        | 22,07 %       | + 1,8 %  | 5     |
| Déi Gréng               | 9,3 %         | 13,38 %       | - 4,1 %  | 2     |
| Piratepartei Lëtzebuerg | 18,7 %        | 9,18 %        | + 9,5 %  | 4     |
| DP                      | 9,1 %         | 4,81 %        | + 4,3 %  | 2     |
| Déi Lénk                | 3,9 %         | 3,98 %        | - 0,1 %  | 0     |
| ADR                     | 4,0 %         | 2,93 %        | - 1,1 %  | 0     |
| Déi Konservativ         | 1,8 %         | 2,40 %        | - 0,6 %  | 0     |

Der Gemeinderat setzt sich aufgrund der erhöhten Einwohnerzahl seit 2023 aus neunzehn Mitgliedern zusammen.
In Petingen regiert aktuell eine CSV-LSAP Koalition, welche mit insgesamt elf Sitzen die Mehrheit bei den Gemeinderatswahlen 2023 errang; die Opposition bilden zwei Grüne, sowie vier Vertreter der Piratepartei Lëtzebuerg und zwei Vertreter der DP. Déi Lénk, déi Konservativ und ADR verpassten den Einzug in den neugewählten Gemeinderat.

## Verkehr

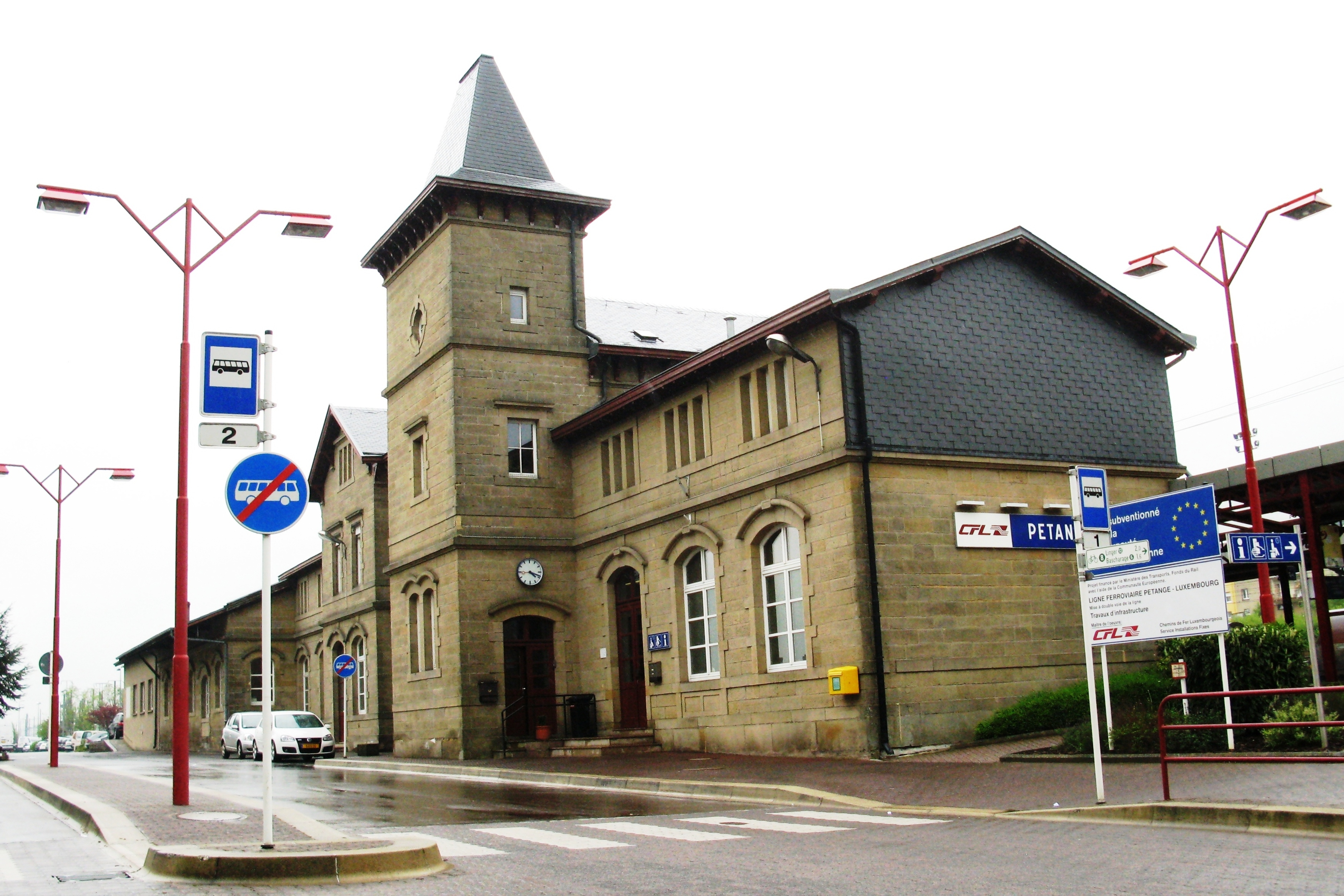
Bahnhof Petingen

Petingen war in der Vergangenheit ein wichtiger Eisenbahnknotenpunkt und ist mit einem Bahnhof und den zusätzlichen Haltestellen Lamadelaine und Rodingen an das Schienennetz der CFL angeschlossen.

## Kultur, Natur und Freizeit

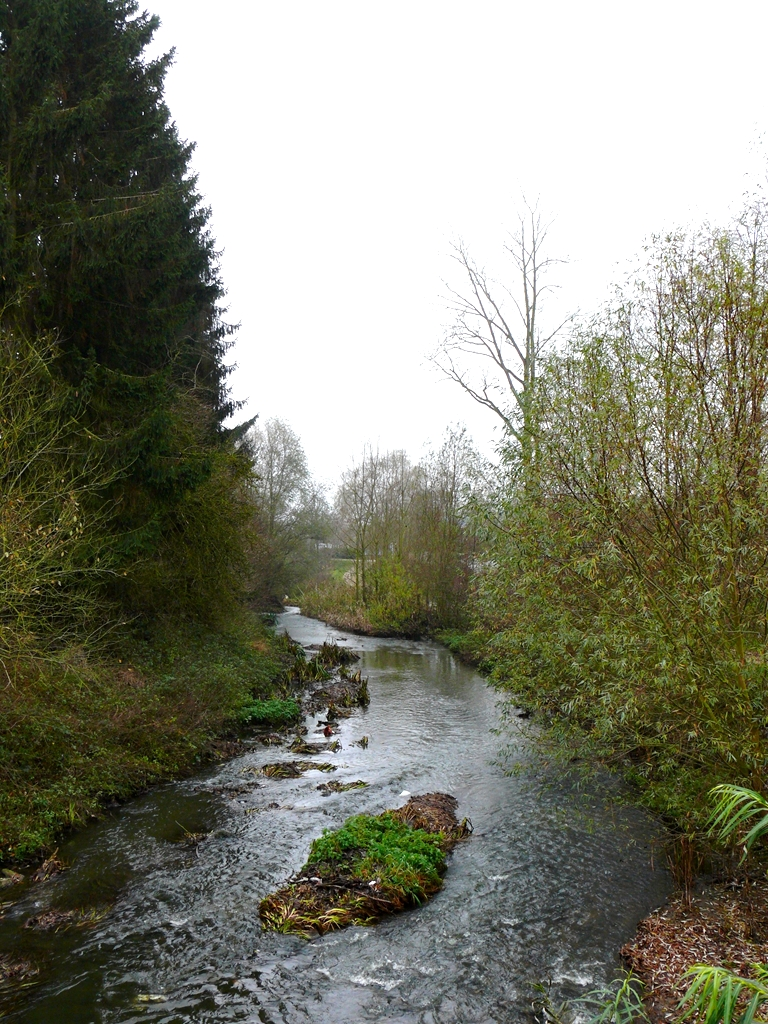
Die Korn (Chiers) bei Petingen

Auf dem Titelberg haben Archäologen ein Oppidum sowie eine Tempelanlage der Treverer ausgegraben.
Der Industrie- und Eisenbahnpark Fond-de-Gras wird gern zu Ausflügen und als Veranstaltungsszene genutzt. Die Museumsbahn „Train 1900“ verbindet Fond-de-Gras mit Petingen über einen Teil der Bahnstrecke Petingen–Bois Châtier. Der Endbahnhof des „Train 1900“ in Petingen befindet sich gegenüber dem CFL-Empfangsgebäude.
Das Naturschutzgebiet Giele Botter umfasst das Gebiet einer einstigen Tagebauanlage; es wird durch Lehrpfade erschlossen, die zudem einen einmaligen Ausblick auf das Tal der Korn bieten. Im Süden von Petingen bietet das Waldschutzgebiet Prënzebierg Möglichkeiten zur Naherholung. In Rodingen gibt es das Schwimmbad Kordal (PiKo) mit einem ausfahrbaren Dach und einer 80 Meter langen Rutsche.

## Städtepartnerschaften
Petingen hat mit Maribor in Slowenien, Schio in Italien sowie Schiffweiler in Deutschland Städtepartnerschaften geschlossen.

## Persönlichkeiten

### Söhne und Töchter des Ortes
- Alphonse Nothomb (1817–1898), luxemburgisch-belgischer Politiker und belgischer Staatsminister (1884–93)
- Michel Rasquin (1899–1958), Journalist und Politiker der LSAP
- Carl Calcum (1907–1971), deutscher Ingenieur und Science-Fiction-Autor; geboren in Rodingen
- René Thiry (1912–1996), Komponist[11]
- Marcel Leineweber (1912–1969), Kunstturner
- Jean-Jacques Kariger (1925–2018), Schriftsteller, Lyriker und Botaniker; geboren in Rodange
- Georges Schmitz (1925–1983), hier als Luxemburger geboren und später ein deutscher Professor für Psychologie
- Michel Scheuer (1927–2015), deutscher Kanute und Kanutrainer; geboren in Rodingen
- Germaine Damar (* 1929), Filmschauspielerin und Akrobatikkünstlerin
- Fernand Salentiny (1931–1991), Sachbuchautor
- Roger Klein, Bürgermeister von Petingen (1994–2000), Abgeordneter (1994–1999), Politiker der LSAP
- Pol Cruchten (1963–2019), Filmregisseur, Drehbuchautor und Produzent
- Claude Meisch (* 1971), Politiker
- Peggy Regenwetter (* 1971), Tischtennisspielerin
- Joe Thein (* 1991), Politiker déi Konservativ, früherer ADR-Gemeinderat

### Personen, die hier gewirkt haben
- Jean-Marie Halsdorf (* 1957), Bürgermeister von Petingen (2000–2004, 2023– ), Innen- und Verteidigungsminister (2004–2013), Politiker der CSV
- Marc Goergen (* 1985), Politiker der Piratepartei Lëtzebuerg, Gemeinderat von Petingen und Abgeordneter